# Nowe Skalmierzyce (stacja kolejowa)
Nowe Skalmierzyce – stacja kolejowa pasażerska i towarowa w Nowych Skalmierzycach, położona we wschodniej części miasta. Gmach dworca został wpisany do rejestru zabytków w 2017 roku pod nazwą: budynek dworca celnego w zespole stacji granicznej Skalmierzyce.

## Ruch pasażerski[2]
| Rok  | Wymiana pasażerska na dobę |
| ---- | -------------------------- |
| 2017 | 20-49                      |
| 2018 | 20-49                      |
| 2019 | 50-99                      |
| 2020 | 20-49                      |
| 2021 | 20-49                      |
| 2022 | 20-49                      |
| 2023 | 50-99                      |

## Historia stacji

### Pierwszy dworzec z 1896
31 stycznia 1896 roku po otrzymaniu koncesji Towarzystwa Budowy Dróg Żelaznych otwarto linię kolejową do Ostrowa Wielkopolskiego przez Śliwniki, Ociąż i Czekanów – budynek starego dworca usytuowany w centrum miasta na Placu Wolności pełni obecnie funkcje mieszkalne.

### Drugi dworzec z lat 1905–1906

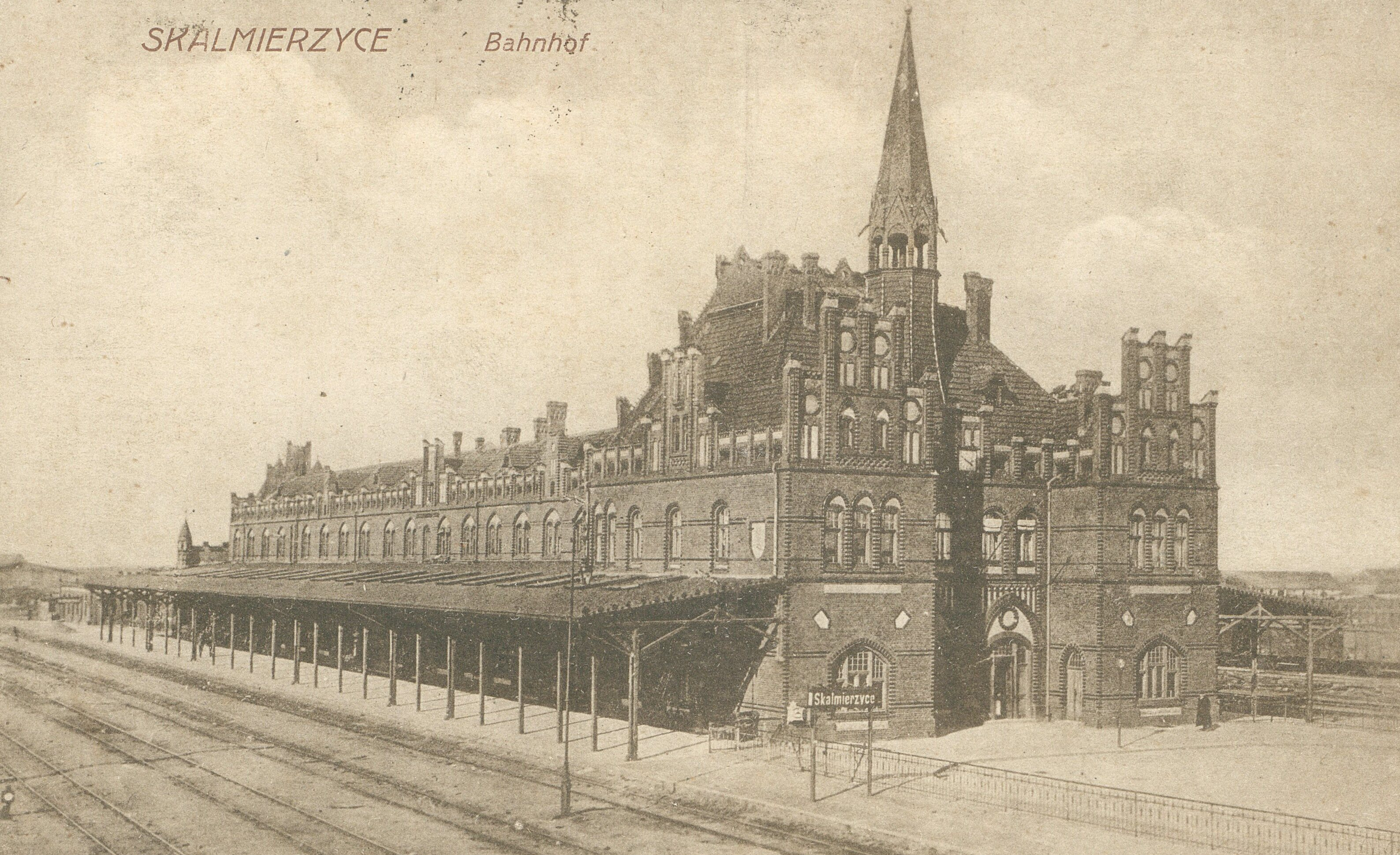
Dworzec kolejowy w 1918 roku

Po wybudowaniu transgranicznego odcinka linii kolejowej z Nowych Skalmierzyc (ówczesny zabór pruski) przez Szczypiorno do Kalisza (ówczesne Cesarstwo Rosyjskie) w dniu 28 października 1906 roku zainicjowano połączenie z systemem Kolei Warszawsko-Kaliskiej. W latach 1905–1906 wzniesiono okazały neogotycki gmach dworca według projektu architekta Bluncka. Po jednej stronie dworca podjeżdzały pociągi z Prus o rozstawie szyn 143,5 cm, po drugiej z Rosji o szerszej rozstawie szyn 152,4 cm. W 1913 roku doszło tu do spotkania cesarza Wilhelma II i cara Mikołaja II.
Od 1906 roku przez stację kursowały pociągi relacji: Warszawa Kaliska ↔ Wrocław Główny i Warszawa Kaliska ↔ Poznań Główny. Po 1919 roku stacja straciła rolę granicznej; w 1922 roku po wybudowaniu linii przez Kutno, wycofano połączenia kolejowe z Warszawy do Poznania.

### Od lat 90. XX wieku
W latach 90. XX wieku liczba kursujących pociągów ze stacji stopniowo malała a dworzec zaczął niszczeć w dużej mierze stojąc opustoszały. W 2001 roku zlikwidowano na stacji posterunek dyżurnego ruchu peronowego oraz zamknięto kasy biletowe.

#### Modernizacja
29 grudnia 2015 roku drogą darowizny od Polskich Kolei Państwowych dworzec przejęły władze Gminy i Miasta Nowe Skalmierzyce, które planują jego gruntowną rewitalizację wraz z adaptacją pomieszczeń dworca dla organizacji pozarządowych, ośrodka kultury, sali widowiskowo-kinowej oraz USC przy jednoczesnym zachowaniu dotychczasowej funkcji budynku jako dworca kolejowego. W 2016 roku rozpoczęto proces modernizacji dworca w tym m.in. naprawę dachu o powierzchni ok. 1800 m².
W latach 2017–2018 na stacji zatrzymywały się pociągi InterCity na trasie Węgliniec ↔ Legnica ↔ Wrocław Główny ↔ Warszawa Wschodnia ↔ Białystok.
W 2020 roku podczas remontu poczekalni, znaleziono zamurowaną w ścianie butelkę z listem z 15 marca 1941 roku. Autorami listu byli dwaj murarze z Kalisza (Jan Karalewski i Władysław Sobański), naoczni świadkowie przymusowych wywózek ludności w czasie okupacji hitlerowskiej.

## Połączenia
Na stacji kolejowej w Nowych Skalmierzycach zatrzymują się pociągi Kolei Wielkopolskich, Polregio zapewniające docelowy dojazd do trzech aglomeracji, tj.: Łodzi (119 km), Poznania (126/132 km) i Warszawy (268 km) oraz najbliższych miast Kalisza (7 km) i Ostrowa Wielkopolskiego (17 km).
Kierunki podróży (22. 11. 2022):
- Kalisz
- Łódź Kaliska
- Ostrów Wielkopolski
- Poznań Główny
- Warszawa Główna